# タカラベルモント
タカラベルモント株式会社は大阪府大阪市中央区に本社を置く、理美容機器、化粧品、医療機器等の製造・販売を行う企業である。

## 概要
1921年（大正10年）大阪にて創業。1931年（昭和6年）より理美容部門へ進出以降、理容椅子、美容椅子を中心にシャンプー設備、促進器などの理美容関連機器を製造販売している。特に理容椅子・美容椅子の世界トップシェア。また関連して頭髪用化粧品、エステティック関連機器、ネイル関連機器の製造販売も行なっている。
さらに理容椅子製造のノウハウを活かし1967年（昭和42年）より歯科・医療部門への進出も行なっており、歯科関連では歯科用ユニット・チェア、レーザー手術装置、医療関連では診察台、処置台、手術台、産婦人科用分娩台などを製造している。
なお、住宅機器メーカー大手のタカラスタンダード株式会社（旧名日本エナメル株式会社）は1963年（昭和38年）よりタカラベルモントの傘下であった。現在はタカラベルモント傘下からは離れているがタカラスタンダードの主要株主の一つで、現社長の吉川秀隆は1998年以降同社の取締役を務めている。
大輪会の会員企業である。
本社ビルの地下に多目的ホール「TBホール」があり、美容系の専門学校のイベントなどで用いられる。

## ショールーム
本社から堺筋を挟んでショールーム・TB-SQUAREがある。2016年 (平成28年) 7月竣工、設計・施工は竹中工務店。白と青のリングがずれながら繋がり、上階のマッスな白い壁面、エントランスの自由な曲面の壁等特徴的な外観を持つ、当社のコンセプトを反映したアイコニックな建築。コーポレートカラーの大胆さ等が評価され、2018年度大阪都市景観建築賞建築サイン・アート賞を受賞。

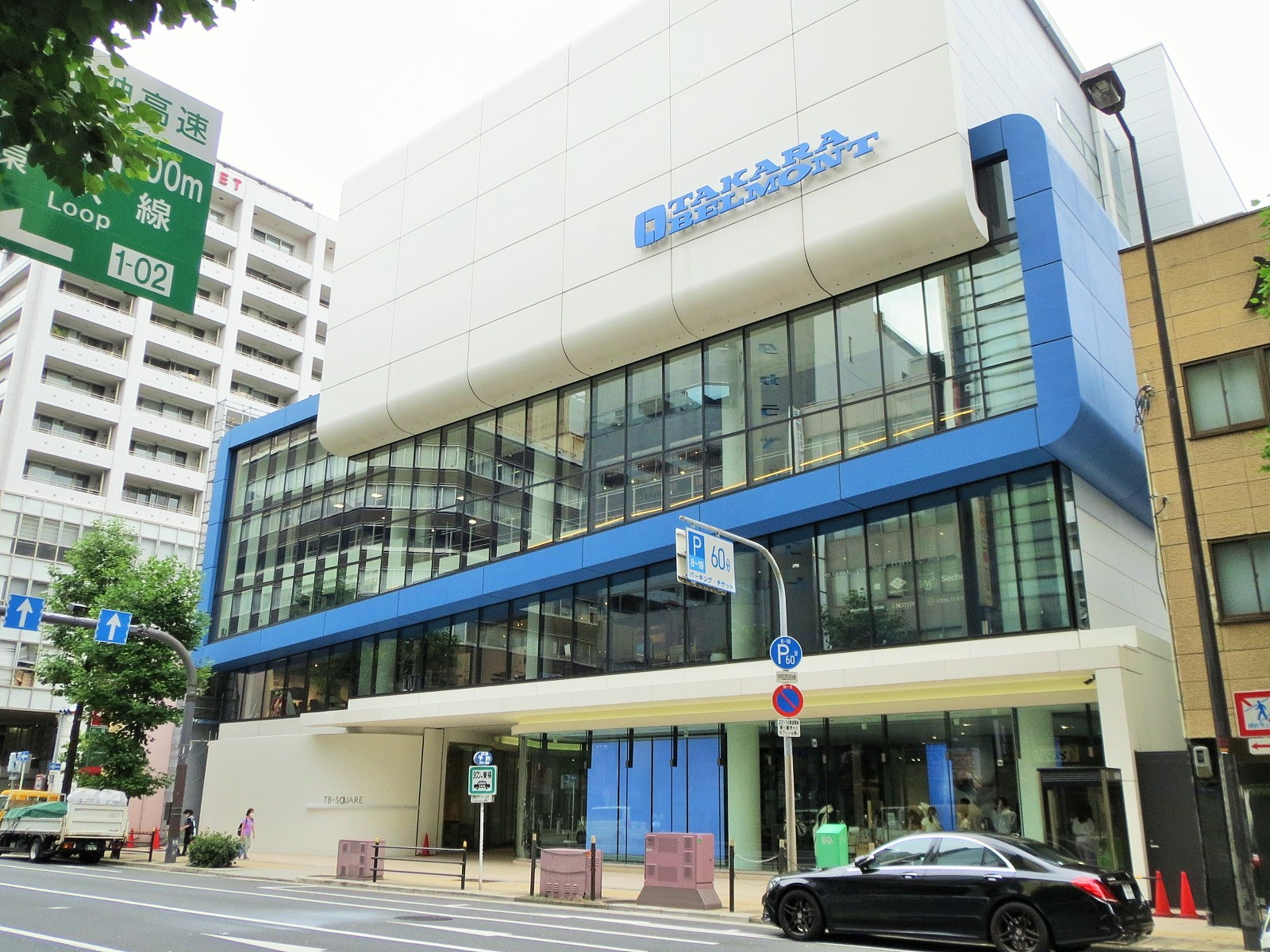
TB-SQUARE

## 沿革
- 1921年（大正10年） 現在の大阪工場所在地（大阪市西成区）に日用品鋳物を製造する「宝鋳造所」として創業。
- 1931年（昭和6年） 理美容椅子の製造を開始。
- 1966年（昭和41年） 西ドイツ(当時)のWELLA（ウエラ）社と提携し頭髪用化粧品事業に進出。
- 1970年（昭和45年） 大阪・万博記念博覧会「タカラビューティリオン」パビリオン参加。黒川紀章建築。
- 1967年（昭和42年） 歯科・医療分野へ進出。
- 1973年（昭和48年） エステティック分野へ進出。
- 1977年（昭和52年） 自社ブランド「ルベル化粧品（現LebeL）」を立ち上げ。
- 1997年（平成9年） ネイル分野へ進出。